# Tori (gevechtssport)
Tori (Japans voor verdediger) is een term uit de Japanse zelfverdedigingskunsten zoals jiu-jitsu, aikido en judo.
Tori is degene die bij een oefening een techniek toepast, die door uke wordt ondergaan. Als zodanig speelt tori in verdedigingssporten als het ware de rol van aanvaller. Bij een vechtsport als judo is tori de aanvaller die een techniek inzet en tracht uit te voeren.
Een voorbeeldsituatie is een schouderworp, tori is degene die hierbij uke werpt.
Bij het oefenen is het zeer belangrijk, dat tori zorgvuldig omgaat met uke. Bij worpen wordt meestal opgelet, dat uke niet overdreven hard of op een gevaarlijke manier neerkomt. Atemi's zullen niet echt worden toegepast, maar op een realistische manier, overtuigend genoeg zodat zij in een werkelijke situatie ook effectief zouden zijn geweest.
De rollen van tori en uke worden bij een oefening regelmatig omgewisseld, zodat beide personen de technieken goed leren beheersen.